# Cecilia of the Pink Roses
Cecilia of the Pink Roses is een stomme film uit 1918 onder regie van Julius Steger. De film is gebaseerd op een boek van Katharine Havilland-Taylor.
Hoewel na de première niet velen onder de indruk waren van de film, werden er in de kranten van William Randolph Hearst, die Davies financieel steunde en een affaire met haar had, enkel goede kritieken over de film en over Davies gegeven.

## Verhaal
Een arme metselaar ontdekt een nieuw soort baksteen. Ondertussen ligt zijn vrouw op sterven, maar wil de dokter haar niet behandelen omdat hij bang is dat de rekening niet betaald zal worden. Hun dochter Cecilia werkt de hele dag in huis en zorgt voor haar kleinere broer. Terwijl haar vader zijn baksteen in productie brengt, sterft haar moeder. Hoewel Cecilia en haar familie nu in de bovenklasse leven, is ze een stuk ongelukkiger dan voorheen.

## Rolverdeling
| Acteur           | Personage             |
| ---------------- | --------------------- |
| Marion Davies    | Cecilia               |
| Edward O'Connor  | Jeremiah Madden       |
| Harry Benham     | Harry Twombly         |
| George LeGuere   | Johnny als kind       |
| Charles Jackson  | Johnny als volwassene |
| Willette Kershaw | Mary                  |